# 8665 Daun-Eifel
A 8665 Daun-Eifel (ideiglenes jelöléssel 1991 GA9) a Naprendszer kisbolygóövében található aszteroida. Eric Walter Elst fedezte fel 1991. április 8-án.